# Lucy Tyler-Sharman
Lucy Tyler-Sharman, geb. Lucy Tyler (* 6. Juni 1965 in Louisville, Kentucky), ist eine ehemalige australische Bahnradsportlerin und heutige Trainerin.

## Sportliche Laufbahn
Von Kind an war Lucy Tyler sehr sportbegeistert, sie schwamm und betrieb Triathlon. Ab 1988 war sie im Bahnradsport aktiv. Beim Training in Australien lernte die gebürtige US-Amerikanerin ihren ersten Mann, den Radsportler Martin Vinnicombe kennen, der in den 1980er Jahren einer der erfolgreichsten Bahnradfahrer Australiens war.
Während eines Trainings des Ehepaars im US-amerikanischen Trexlertown wurde Vinnicombe positiv auf Doping getestet, was das Ende seiner Karriere bedeutete; seine Frau zog im Jahr darauf nach Australien, nahm die australische Staatsbürgerschaft an und wurde 1993 australische Meisterin im Scratch und Sprint. Die Ehe mit Vinnicombe wurde geschieden; 1995 heiratete Lucy Tyler den australischen Radsportler Graham Sharman, Vizeweltmeister im Teamsprint von 1998. Auch Sharman wurde 2001 des Dopings überführt und gesperrt. Die Ehe zwischen Lucy Tyler und Graham Sharman wurde 2005 geschieden.
1996 wurde Lucy Tyler-Sharman Zweite in der Einerverfolgung bei der Bahn-WM in Manchester und errang Bronze im Punktefahren bei den Olympischen Spielen in Atlanta. Für das Straßenrennen war sie kurzfristig nominiert und der Fahrerin Kathryn Watt vorgezogen worden, eine Entscheidung, die diese gerichtlich erfolgreich anfocht. 1998 in Bordeaux wurde Lucy Tyler-Sharman Weltmeisterin in der Einerverfolgung. Im selben Jahr erhielt sie die Sir Hubert Opperman Trophy („Oppy Oscar“), benannt nach dem legendären australischen Radsport-Star Hubert Opperman, für die beste Leistung des Jahres im australischen Sport.
Bei den Commonwealth Games 1998 wurde Lucy Tyler-Sharman im Halbfinale der Einerverfolgung geschlagen; sie erhob schwere Vorwürfe gegen Trainer und Teamleitung, insbesondere gegen den Mechaniker, der ihr Fahrrad sabotiert habe. Daraufhin wurde sie aus dem Team ausgeschlossen und nach Hause geschickt. Sie ist die einzige australische Sportlerin, die jemals von einem Wettbewerb weggeschickt wurde.
Vor den Olympischen Spielen 2000 in Sydney finanzierte der australische Radsportverband Lucy Tyler-Sharman ein Flugticket aus den USA nach Australien, damit sie an den nationalen Meisterschaften zur Qualifikation teilnehmen konnte; eine Entscheidung, die umstritten war. Angesichts der Opposition anderer Fahrer gab sie das Ticket jedoch zurück und kündigte an, sich für das US-amerikanische Olympiateam zu qualifizieren, was ihr aber nicht gelang.
Lucy Tyler lebt heute unter ihrem Geburtsnamen in Pennsylvania und arbeitet als Trainerin.

## Erfolge
1993
- US-amerikanische Meisterin – Sprint, 1000-Meter-Zeitfahren

1995
- Australische Meisterin – Sprint, 500-Meter-Zeitfahren, Verfolgung, Scratch, Punktefahren

1996
- Olympische Spiele – Punktefahren
- Weltmeisterschaft – Einerverfolgung

1998
- Weltmeisterin – Einerverfolgung
- Bahnrad-Weltcup in Victoria – Einerverfolgung, Punktefahren
- Bahnrad-Weltcup in Berlin – Einerverfolgung